# Yaron Zilberman
Pour les articles homonymes, voir Zilberman.
Yaron Zilberman (en hébreu : ירון זילברמן), né le 2 octobre 1966, est un réalisateur, scénariste et producteur israélo-américain.

## Carrière
Yaron Zilberman fait ses débuts de réalisateur avec son documentaire de long métrage Watermarks (2004), qui suit les championnes de natation du club Hakoah Vienna alors qu'elles se réunissent dans leur ancienne piscine 65 ans après avoir été forcées par les nazis de fuir l'Autriche. Watermarks a remporté neuf prix en festival de cinéma.
Zilberman réalise, co-écrit et produit A Late Quartet (Le Quatuor) avec Philip Seymour Hoffman, Christopher Walken, Catherine Keener, Mark Ivanir et Imogen Poots. Le film a été présenté en première au Festival international du film de Toronto 2012. Inspiré et structuré autour de l'Opus 131 de Beethoven, le film suit le Fugue String Quartet de renommée mondiale après que son violoncelliste Peter Mitchell (Christopher Walken) a été diagnostiqué ayant la maladie de Parkinson.

## Vie privée
Zilberman vit à New York avec sa femme, la productrice Tamar Sela, et leurs enfants.
Il est diplômé du Massachusetts Institute of Technology (MIT).

## Filmographie

### Réalisateur
- 2004 : Watermarks - aussi producteur et scénariste
- 2012 : Le Quatuor - aussi producteur et scénariste
- 2019 : Incitation

## Récompenses et distinctions
- (en) Yaron Zilberman: Awards, sur l'Internet Movie Database